# Vladislav Malkevich
Vladislav Malkevich (Maladzyechna, 4 de diciembre de 1999) es un futbolista bielorruso que juega en la demarcación de defensa para el F. C. Ural de la Liga Nacional de Fútbol de Rusia.

## Selección nacional
Tras jugar en las categorías inferiores de la selección, finalmente hizo su debut con la selección de fútbol de Bielorrusia en un partido de la Liga de Naciones de la UEFA 2022-23 contra Eslovenia que finalizó con un resultado de 0-1 a favor del combinado esloveno tras el gol de Tomáš Suslov.

### Goles internacionales
| # | Fecha               | Estadio                             | Oponente   | Gol | Resultado | Competición                         |
| - | ------------------- | ----------------------------------- | ---------- | --- | --------- | ----------------------------------- |
| 1 | 10 de junio de 2022 | Estadio Karađorđe, Novi Sad, Serbia | Kazajistán | 1-1 | 1–1       | Liga de Naciones de la UEFA 2022-23 |

## Clubes
| Club                     | País        | Año       | Partidos | Goles |
| ------------------------ | ----------- | --------- | -------- | ----- |
| BATE Borísov             | Bielorrusia | 2016-2020 | 5        | 0     |
| FC Slavia Mozyr (cedido) | Bielorrusia | 2020      | 19       | 3     |
| BATE Borísov             | Bielorrusia | 2020-2021 | 7        | 0     |
| FC Slavia Mozyr (cedido) | Bielorrusia | 2021      | 14       | 2     |
| BATE Borísov             | Bielorrusia | 2021-2023 | 67       | 6     |
| F. C. Ural               | Rusia       | 2023-     | 34       | 0     |

## Palmarés

### Títulos nacionales
| Título                      | Club         | País        | Año  |
| --------------------------- | ------------ | ----------- | ---- |
| Liga Premier de Bielorrusia | BATE Borísov | Bielorrusia | 2016 |
| Liga Premier de Bielorrusia | BATE Borísov | Bielorrusia | 2018 |
| Copa de Bielorrusia         | BATE Borísov | Bielorrusia | 2021 |
| Supercopa de Bielorrusia    | BATE Borísov | Bielorrusia | 2022 |